# Racer-X
Racer-X es un EP de la banda de post-hardcore, noise rock y punk rock Big Black. Fue lanzado originalmente el año 1984, bajo Homestead Records, sin embargo en 1992 Touch & Go Records lo relanzó.

## Lista de canciones
Todas las canciones por Big Black.
1. "Racer-X"
2. "Shotgun"
3. "The Ugly American"
4. "Deep Six"
5. "Sleep!"
6. "The Big Payback"

## Curiosidades
La primera banda del afamado virtuoso estadounidense Paul Gilbert fue llamada Racer X. Curiosamente, esta banda se fundó en 1984, el mismo año que Racer-X (de Big Black) vio la luz.
The Japandroids tocaron Racer-X durante su sesión Daytrotter, el 15 de diciembre de 2009. Sobre Racer-X dicen esto:

Vamos a grabar un 7 pulgadas en enero y Racer-X será el lado B. Esta canción es originalmente de Big Black y fue lanzada en su EP Racer-X en 1984. Nuestra versión es bastante buena, pero la original es impecable.